# بازاریابی اقدام بعدی
بازاریابی اقدام بعدی (به انگلیسی: Next-best-action marketing): (همچنین به عنوان بهترین اقدام بعدی یا بهترین فعالیت بعدی یا اقدام توصیه شده شناخته می
شود)، به عنوان یک مورد خاص از تصمیم‌گیری بهترین اقدام بعدی، یک پارادایم بازاریابی مشتری محور است که اقدامات مختلفی را در نظر می‌گیرد که می‌تواند برای یک مشتری خاص گرفته شود و در مورد «بهترین» اقدام تصمیم می‌گیرد. بهترین اقدام بعدی (یک پیشنهاد، خدمات و غیره) از یک سو با توجه به علایق و نیازهای مشتری و از سوی دیگر بر اساس اهداف و سیاست‌های تجاری سازمان بازاریابی تعیین می‌شود. اقدام بعدی در تضاد شدید با رویکردهای بازاریابی سنتی است که ابتدا یک پیشنهاد برای یک محصول یا خدمات ایجاد می‌کنند و سپس تلاش می‌کنند تا چشم‌اندازهای علاقه‌مند و واجد شرایط را برای آن پیشنهاد پیدا کنند. این عمل، بازاریابی مستقیم، معمولاً در قالب یک ابزار مدیریت کمپین خودکار است، اغلب محصول محور است و معمولاً همیشه مشتری محور است.

## موقعیت‌یابی بیشتر
کسب و کارها محصولات را به آمار نمی‌فروشند، آنها محصولات را به مردم می‌فروشند. هنگام بحث در مورد استراتژی‌هایی برای تبدیل خریداران بار اول به مشتریان تکراری، گفتگو فقط به اعداد ختم نمی‌شود، بلکه ترجیحات و نیازهای فردی آنها را در نظر می‌گیرد. با استراتژی‌های قوی و اثبات‌شده در روابط با مشتری، مانند استراتژی بازاریابی بهترین اقدام بعدی، مشتری در اولویت قرار می‌گیرد و سود آن افزایش می‌یابد، اغلب به ازای هر ۵ درصد افزایش در وفاداری به برند، سود هر مشتری به‌طور بالقوه می‌تواند تا ۲۰ درصد افزایش یابد.
در یک برنامه استراتژی بازاریابی بهترین اقدام بعدی، هر مشتری دیگر جزئی از جمعیت بزرگتر نیست، مانند مردان میانسال با مشاغل شرکتی یا زنان ۲۰ ساله با تحصیلات دانشگاهی. درعوض، هر مشتری به چیزی تبدیل می‌شود که متخصصان بازاریابی آن را «بخشی از یک» می‌نامند – جمعیتی بازاریابی که توسط یک فرد منحصر به فرد پر شده است.

## استراتژی
بهترین اقدام بعدی (NBA) یک استراتژی بازاریابی است که برای جمع‌آوری اطلاعات در مورد مشتریان و سپس استفاده از آن اطلاعات برای تشویق به فروش، حفظ کسب‌وکار مشتری برای معاملات آتی و تعیین نسبت هزینه به سود خدمت به آن مشتری طراحی شده است. همان‌طور که از نام آن پیداست، تلاش برای شناسایی مداوم بهترین مرحله بعدی در فرایند فروش برای هر مشتری است.
بازاریابی اقدام بعدی به متخصصان نیاز دارد تا با استفاده از روش‌های مختلف اطلاعاتی در مورد مشتریان جمع‌آوری کنند. در حالی که این ممکن است به شکل تعامل ساده بین کارمندان و مشتریان باشد، داده‌های مشتری را می‌توان با روش‌های مختلف «درونگرایی (inbound)» و «انتخابی (opt-in)» جمع‌آوری کرد.
کسب و کار درونگرا شامل هر زمانی است که مشتری به عنوان اولین قدم به یک شرکت نزدیک می‌شود، مانند زمانی که مشتری با هتل تماس می‌گیرد و در مورد قیمت اتاق می‌پرسد. کسب و کار انتخابی زمانی اتفاق می‌افتد که به مشتریان این فرصت داده می‌شود تا داوطلبانه اطلاعات شرکت یا محصولات آن را دریافت کنند.
هنگامی که مصرف‌کنندگان به میل خود به یک کسب و کار نزدیک می‌شوند، آن کسب و کار معمولاً اطلاعات جمعیت شناختی مصرف‌کنندگان را جمع‌آوری می‌کند و به آنها اجازه می‌دهد تا تلاش‌های بازاریابی خود را بهتر سفارشی کنند.

## اجرای استراتژی
هر کسب‌وکاری که با مشتریان فردی تعامل داشته باشد، می‌تواند از بهترین استراتژی اقدام بعدی در برنامه‌های بازاریابی خود استفاده کند. از آنجایی که استراتژی مستلزم جمع‌آوری، مرتب‌سازی و پیاده‌سازی داده‌های مشتری است، استراتژی بازاریابی اقدام بعدی باید در کل شرکت، از کسانی که در فناوری اطلاعات (IT) کار می‌کنند، تا بخش بازاریابی، بخش فروش و مدیریت، سازگار باشد.
کسب‌وکارهایی که کالاها را می‌فروشند از تاکتیک‌های استراتژی بازاریابی اقدام بعدی استفاده می‌کنند تا تعیین کنند که چگونه می‌توانند در طول مکالمه فروش وفاداری به برند را در مشتریان فردی ایجاد کنند. استراتژی بازاریابی NBA همچنین می‌تواند تعیین کند که آیا منابع اختصاص داده شده برای پیگیری فروش به یک مشتری کمتر از ارزشی است که فروش برای شرکت ایجاد می‌کند یا خیر. نمایندگی‌های خودرو اغلب از استراتژی‌های NBA استفاده می‌کنند، با مشتریان صحبت می‌کنند تا بدانند آیا آنها به خرید خودرو علاقه‌مند هستند یا خیر، یادمی‌گیرند که مشتریان چه ویژگی‌هایی را در خودروی خود می‌خواهند، و تعیین می‌کنند که مشتریان فردی مایلند چه مقدار پول برای خرید خودرو خرج کنند.
تاکتیک‌های بازاریابی NBA در تنظیمات ارائه‌دهنده خدمات نیز به خوبی کار می‌کنند، مانند یک آبگرم روزانه که در آن کارمندان با مشتریان فردی صحبت می‌کنند تا دریابند چه درمان‌هایی ممکن است به آنها علاقه داشته باشد و چه خدماتی می‌توانند از عهده آن برآیند. یک کارمند می‌تواند مشتری را که برای ماساژ تنش آور به اسپا می‌آید راهنمایی کند تا سایر خدمات متمرکز بر آرامش مانند طب سوزنی را در نظر بگیرد.
سازمان‌های غیرانتفاعی از بهترین روش‌های اقدام بعدی برای افزایش نرخ کمک‌ها، مبالغ کمک مالی و تلاش‌های داوطلبانه ذینفعان بالقوه استفاده می‌کنند. برای مثال، یک مبارز مردمی برای قانون جدید افسار برای صاحبان سگ، می‌تواند از یک پلتفرم رسانه‌های اجتماعی برای اطلاع از علاقه‌مندان به این کمپین استفاده کند و از اطلاعات ارائه‌شده توسط آن افراد برای درخواست کمک‌های مالی به صورت موردی استفاده کند.